# Survival horror
Survival horror (jogo de sobrevivência com elementos de terror) é um gênero de jogos eletrônicos derivados de jogos de ação-aventura, no qual os temas são sobrevivência, terror e mistério. O elemento mais importante no survival horror é o de proporcionar uma certa quantidade de tensão sobre o jogador, mas também providenciar uma sensação de conquista que é alcançada derrotando as criaturas e superando a tensão e o medo. O principal objetivo do jogo é sobreviver a fatos inicialmente incompreendidos e misteriosos e, ao longo do jogo, descobrir os detalhes, desvendar os mistérios da história e encontrar soluções para os diversos quebra-cabeças apresentados.
Acredita-se que o jogo Alone in the Dark foi quem cimentou a base para a fórmula atual, mas o gênero só ficou popular graças a Resident Evil, produzido pela japonesa Capcom e Silent Hill da também japonesa Konami.

## Primórdios do survival horror
O primeiro jogo desenvolvido que pode se considerar um survival horror é 3D Monster Maze, (procurar pelo artigo sobre o jogo na página em inglês) lançado em 1981 e relançado no ano seguinte, jogo onde o objetivo do jogador é correr por um labirinto e evitar ser encontrado e devorado pelo monstro, que é na verdade um Tiranossauro Rex.

## Estabelecendo as bases do gênero
Um jogo frequentemente considerado o primeiro verdadeiro survival horror, devido a ter a maior influência em Resident Evil, foi Sweet Home, desenvolvido pela Capcom e lançado em 1989. A jogabilidade de Sweet Home se concentrava em resolver uma variedade de quebra-cabeças usando itens armazenados em um inventário limitado, enquanto lutava ou escapava de criaturas horripilantes, o que poderia levar à morte permanente de qualquer um dos personagens, criando assim tensão e ênfase na sobrevivência. Foi também a primeira tentativa de criar um enredo assustador dentro de um jogo, principalmente contado por meio de diários deixados para trás cinquenta anos antes dos eventos do jogo. Em 1992 era lançado Alone in the Dark desenvolvido pela Infogrames, jogo que é considerado o progenitor do gênero survival horror. O jogo se passa numa mansão cheia de monstros, armadilhas e enigmas que devem ser solucionados pelo jogador que podia escolher jogar com o detetive particular Edward Carnby ou com sua contratante Emily Hartwood. Outro jogo que explorou uma fórmula similar a de Alone in the Dark foi Clock Tower desenvolvido pela Human Entertainment e lançado em 1995. A história do jogo se concentra na adolescente Jennifer que foi adotada junto com suas amigas por uma professora que mora com seu marido em uma mansão que se destaca por possuir uma grande torre do relógio e esconde vários segredos que são descobertos conforme o jogador explora as salas da casa. Até então, esses eram os principais e mais influentes jogos do gênero e compartilhavam entre si a temática de exploração de grandes mansões com histórias ocultas e monstros perigosos. Assim se estabeleciam as bases do gênero survival horror.

## Popularização do survival horror
Após o sucesso de Alone in the Dark, outras empresas se interessaram em desenvolver jogos que seguiam o mesmo estilo, como por exemplo, Resident Evil desenvolvido pela Capcom e lançado em 1996, que foi responsável por popularizar o survival horror e gerar uma grande base de fãs. No jogo, uma equipe de policiais acaba ficando presa dentro de uma mansão infestada de zumbis e outras criaturas monstruosas, eles devem investigar o lugar enquanto tentam sobreviver.
Lançado em 1999 e desenvolvido pela Konami, Silent Hill além de survival horror também era um jogo de Terror psicológico. O jogo se passa na cidade de Silent Hill que está quase abandonada, com ruas destruídas e mergulhada em uma intensa névoa onde monstros horríveis se escondem, e cabe ao jogador procurar pela filha desaparecida do protagonista Harry Mason ao mesmo tempo que busca descobrir o macabro motivo pelo qual a cidade se encontra nesse estado.

## Survivor horror nos games independentes
Após uma época onde alguns games originalmente de survival horror começaram a ir pelo caminho da ação, desenvolvedoras independentes começaram a lançar jogos focados no terror e que proporcionavam aos jogadores novas experiências aterrorizantes. Dois exemplos famosos são Amnesia: The Dark Descent (2010) e Outlast (2012), jogos nos quais o jogador quase não pode se defender e é obrigado a fugir ou se esconder dos inimigos enquanto busca uma saída.